# Chapelle páez San Andrés de Pisimbalá
La Chapelle San Andrés de Pisimbalá est une chapelle située dans la municipalité d'Inzá, dans le département du Cauca, en Colombie. La chapelle actuelle est construite en 1785, sur le site d'une chapelle plus ancienne. Au XXIe siècle, c'est l'une des dernières de la région à disposer d'un toit de chaume. En mars 2013, elle est détruite par un incendie volontaire.

## Histoire
La première chapelle San Andrés de Pisimbalá est bâtie en 1736 par le père José Fernández de Belalcázar. Ruinée, elle est reconstruite dans sa forme actuelle en 1785 par le père Joaquín Núñez de Tobar, curé de Togoima.
En 1975, un incendie détruit la chapelle. Elle est restaurée par la suite. Le 6 juin 1994, elle est endommagée par le séisme au río Paez. La Sous-direction des Monuments Nationaux la restaure. Elle est inscrite comme monument national en 2004.
Le jeudi 28 mars 2013, à 1 h du matin (heure locale), un groupe de personnes met le feu à l'édifice qui se consume rapidement du fait de son toit en chaume. 90 % du bâtiment est détruit par l'incendie. Dans l'attente d'une enquête, les autorités se refusent à désigner des responsables, mais les habitants accusent les amérindiens Nasa d'être responsables de l'incendie, dans un contexte de tension entre les paysans et les amérindiens.

## Architecture
Les murs de l'édifice sont en terre, recouverts de chaux. En 2013, cette chapelle était la dernière du département, avec la chapelle páez Chinás, à Páez, à posséder un toit en chaume.